# 헤구리역
헤구리역(일본어: 平群駅)은 일본 나라현 이코마군 헤구리정에 위치한 긴키 닛폰 철도 이코마 선의 철도역이다. 역 번호는 G 24이며, 상대식 승강장 2면 2선의 구조를 갖춘 지상역이다.

## 타는 곳
| 1 | G 이코마 선 | 하행 | 오지 방면   |
| 2 | G 이코마 선 | 상행 | 이코마 방면 |

## 이용 현황
- 2005년 11월 8일 : 3,934명
- 2008년 11월 18일 : 3,652명
- 2010년 11월 9일 : 3,367명
- 2012년 11월 13일 : 3,100명
- 2015년 11월 10일 : 3,368명

## 역 주변
- 헤구리 정청
- 헤구리 정 주오 공민관
- 헤구리 정립 도서관
- 헤구리 정 종합 스포츠 센터

## 인접 역
| 긴키 닛폰 철도 이코마 선     | 긴키 닛폰 철도 이코마 선 | 긴키 닛폰 철도 이코마 선 |
| ---------------------------- | ------------------------ | ------------------------ |
| G23 모토산조구치 이코마 방면 | G 이코마 선              | 다쓰타가와 G25 오지 방면 |